# 老大哥 (英國版)
《老大哥》是英國真人實境秀節目。節目的參賽者須在一間獨立的房屋中居住數星期，並防止被公眾投票驅逐，最後勝出的參賽者會得到巨額獎金。節目名稱取自乔治·奥威尔小說《一九八四》中的「老大哥」一詞。
節目於2000年7月18日啟播。2010年9月10日前，節目於英國第四台及E4頻道播映。其後因收視率下降，第四台停止製作本節目，第五台於是決定製作本節目達兩年，由2011年8月18日起與《名人老大哥》原版連播。

## 外部連結
- Big Brother at Channel5.com
- Big Brother的X（前Twitter）
- Big Brother的Facebook專頁